# Mallinella vokrensis
Mallinella vokrensis là một loài nhện trong họ Zodariidae.
Loài này thuộc chi Mallinella. Mallinella vokrensis được Robert Bosmans & van Hove miêu tả năm 1986.